# Emmeringen
Emmeringen ist ein Ortsteil von Oschersleben (Bode) im Landkreis Börde in Sachsen-Anhalt.

## Geographische Lage
Emmeringen liegt ca. 3 km nördlich von der Stadt Oschersleben. Im Norden liegt in ca. 3 km Entfernung das Hohe Holz.

## Geschichte
Erstmals urkundlich erwähnt wurde Emmeringen am 1. November 1084 in einer Schenkungsurkunde an das Kloster Huysburg. Von 1599 bis 1652 herrschte hier die Ritterfamilie von Bokenau. Die Grabplatte Ludolphs von Bokenau befindet sich seit 2007 wieder in Emmeringen. Nach den Herrschaften der Familien  Valentin und Diedrich im 17. Jahrhundert wurde Emmeringen 1737 in eine preußische Staatsdomäne umgewandelt.
Am 1. Oktober 1926 wurde der Gutsbezirk Emmeringen in eine Landgemeinde umgewandelt. Am 20. Juli 1950 wurde die Gemeinde Emmeringen in die Stadt Oschersleben (Bode) eingemeindet.

## Sohn des Ortes
- Dieter Borchhardt (* 1931), Bildhauer